# Greetings from Your Hometown
Greetings from Your Hometown es el séptimo álbum de estudio de la banda estadounidense de pop rock Jonas Brothers. Fue lanzado el 8 de agosto de 2025 a través de Republic Records. El álbum contiene apariciones especiales de Dean Lewis, Switchfoot y Marshmello. La producción estuvo a cargo de Lewis y Marshmello, junto con Ryan Daly, Cook Classics, Jordan Riley, Joshua Murty, Julian Bunetta, Gabe Simon, Mark Schick, Nolan Sipe, Colin Foote, Alex Borel, Alexander 23, Hazey Eyes, Tommy English, Jeremy Hatcher, Josette Maskin, The Monsters & Strangerz, Ryan Tedder, Jason Evigan, Mike Elizondo, Digital Farm Animals, Connor McDonough y Earwulf. Es la continuación del sexto álbum de estudio de la banda, The Album (2023).
El álbum fue respaldado por el lanzamiento de tres sencillos, "Love Me to Heaven", lanzado el 21 de marzo, "No Time to Talk", lanzado el 20 de junio de 2025, y "I Can't Lose", lanzado el 15 de julio de 2025. Para promocionar el álbum, así como sus 20 años como banda, los hermanos se embarcarán en el Jonas20: Greetings from your Hometown Tour, que comenzará el 10 de agosto de 2025 con un concierto en el MetLife Stadium, en East Rutherford, Nueva Jersey, y concluirá el 14 de noviembre de 2025 en Uncasville, Connecticut, y constará de 52 conciertos.

## Antecedentes
El 31 de diciembre de 2024, los Jonas Brothers fueron brevemente entrevistados por Ryan Seacrest en Times Square de Nueva York, justo antes de su actuación de Nochevieja en Dick Clark's New Year's Rockin' Eve, durante la cual Nick Jonas anunció una colaboración con el productor discográfico estadounidense Marshmello, que se lanzará en enero de 2025. Slow Motion se lanzó el 17 de enero de 2025. y debutó en el número cuatro en la lista Billboard Hot Dance/Electronic Songs. Además de la nueva canción, los hermanos insinuaron que, en 2025, lanzarían nueva música y harían una gran gira. mientras que también adelantan "un montón de anuncios por venir".
El 13 de marzo de 2025, los Jonas Brothers anunciaron el lanzamiento de la canción Love Me to Heaven, que sirve como el sencillo principal para su próximo séptimo álbum de estudio. La canción se estrenó por primera vez el 15 de febrero de 2025, durante el concierto de la banda en el Massey Hall, que pretendía dar inicio a su 20.º aniversario celebraciones.
Durante la JonasCon, una convención de fans organizada por la banda para celebrar el 20.º aniversario de los Jonas Brothers, la banda anunció algunos proyectos próximos, que incluyeron su próxima gira, Jonas20: Greetings from your Hometown Tour su séptimo álbum de estudio, Greetings from Your Hometown, lanzado el 8 de agosto de 2025, una película navideña de Disney+, llamada A Very Jonas Christmas, así como un álbum en vivo, Live from the O2 London.

## Promoción

### Sencillos
«Love Me to Heaven» se lanzó el 21 de marzo de 2025, antes de la JonasCon, como parte de las celebraciones del 20.º aniversario de los Jonas Brothers.  El 31 de marzo de 2025, la banda lanzó el primero de los dos vídeos musicales de la canción. En él aparece la banda en un estilo retro trabajando en una sesión de grabación de la canción.
El segundo sencillo, «No Time to Talk», salió a la venta el 20 de junio de 2025. La canción incluye una interpolación de la canción de 1977 de los Bee Gees «Stayin' Alive».
"I Can't Lose" fue lanzada como el tercer sencillo del álbum el 16 de julio de 2025. La banda presentó la canción en vivo como una colaboración con Mastercard en apoyo a la campaña Stand Up to Cancer. El vídeo musical fue grabado durante el evento de presentación y será lanzado el mismo día.

### Concierto en directo
El 2 de mayo de 2025, se anunció que los Jonas Brothers actuarían en la programación del 30.º aniversario de la serie de conciertos Citi Concert Series del programa Today Show. El concierto de la banda tendrá lugar en el Rockefeller Plaza, frente al estudio de Today en Nueva York, el 8 de agosto de 2025. 

### Gira
Los hermanos anunciaron que se embarcarían en una gira de conciertos titulada Jonas20: Greetings from your Hometown Tour. La gira se creó para celebrar el 20.º aniversario de los Jonas Brothers. La banda anunció 43 conciertos en toda Norteamérica, que comenzarán el 10 de agosto de 2025 con un concierto en el MetLife Stadium, en East Rutherford, Nueva Jersey, y concluirán el 14 de noviembre de 2025 en Uncasville, Connecticut, con The All-American Rejects, Boys Like Girls y Marshmello como teloneros en fechas seleccionadas.

## Recepción de la crítica
Tim Strong, de Showbiz by PS, describió el álbum como "una mejora indiscutible" respecto a su anterior lanzamiento, The Album, y señaló que "si bien la música sigue siendo bastante genérica en muchos aspectos, justifica con creces su existencia". 

## Rendimiento comercial
En Estados Unidos, «Greetings from Your Hometown» debutó en el puesto número seis de la lista Billboard 200, con 39 000 unidades equivalentes a álbumes (incluidas 26 000 en ventas de álbumes) en su primera semana. Este se convirtió en el octavo álbum de los Jonas Brothers en entrar en el top 10 de la lista. El álbum también acumuló un total de 16,49 millones de reproducciones a la carta de sus canciones.

## Lista de Canciones
| Edición estándar |                                                 | |                                             |          |  |
| N.º              | Título                                          | Escritor(es) | Producer(s)                                 | Duración |  |
| 1.               | «I Can't Lose»                                  | Nicholas Jonas, John Sudduth, Paris Carney y Ryan Daly                                                          | Daly                                        | 3:03     |  |
| 2.               | «Tables»                                        | N. Jonas, Kevin Jonas II, William Lobban-Bean, Jordan Riley y Carney                                            | Cook Classics y Riley                       | 3:33     |  |
| 3.               | «Love Me to Heaven»                             | N. Jonas, Justin Tranter, Ferras Alqaisi, Ryland Blackinton, Sara Boe y Joshua Murty                            | Murty                                       | 3:26     |  |
| 4.               | «No Time to Talk»                               | N. Jonas, Julian Bunetta, Gabe Simon, Steph Jones, Barry Gibb, Robin Gibb y Maurice Gibb                        | Bunetta                                     | 2:35     |  |
| 5.               | «Backwards»                                     | Benjamin Ingrosso, Lionel Crasta, Grace Barker y Mark Schick                                                    | Schick                                      | 3:00     |  |
| 6.               | «Loved You Better» (con Dean Lewis)             | Lewis, Hayley Warner y Nolan Sipe                                                                               | Lewis, Sipe, Colin Foote y Alex Borel       | 2:37     |  |
| 7.               | «Greetings from Your Hometown» (con Switchfoot) | N. Jonas, Jon Foreman, Tim Foreman, Lobban-Bean, Riley y Carney                                                 | Cook Classics y Riley                       | 3:30     |  |
| 8.               | «When You Know»                                 | N. Jonas, Tranter, Alexander Glantz y Tom Michel                                                                | Alexander 23 y Hazey Eyes                   | 4:29     |  |
| 9.               | «Heat of the Moment»                            | Joseph Jonas, Tommy English, Josette Maskin y Glantz                                                            | English y Jeremy Hatcher                    | 4:22     |  |
| 10.              | «Bully»                                         | N. Jonas, J. Jonas, English, Tranter, Maskin, Sudduth y Carney                                                  | English y Maskin                            | 3:13     |  |
| 11.              | «Waste No Time»                                 | Jordan K. Johnson                                                                                               | The Monsters & Strangerz y Ryan Tedder      | 2:55     |  |
| 12.              | «Lucky»                                         | N. Jonas, J. Jonas, J. Johnson, Stefan Johnson, Jason Evigan, Mike Elizondo, Sean Douglas y Amy Wadge           | The Monsters & Strangerz, Evigan y Elizondo | 2:49     |  |
| 13.              | «Mirror to the Sky»                             | Atterberry, Schick, Murty y Pablo Bowman                                                                        | Atterberry, Schick, Murty y Pablo Bowman    | 3:23     |  |
| 14.              | «Slow Motion» (con Marshmello)                  | Christopher Comstock, Nicholas Gale, Connor McDonough, Riley McDonough, Thomas Eriksen, Jake Torrey y Mat Davis | Marshmello                                  | 2:31     |  |
| 45:27            |                                                 | |                                             |          |  |

| Deluxe Edition - Plataformas de Streaming |                                |                                                     |             |          |  |
| N.º                                       | Título                         | Escritor(es)                                        | Productores | Duración |  |
| 15.                                       | «Tantrum»                      | Jones, Madison Love, John Byron y Dallas Koehlke    | DallasK     | 2:50     |  |
| 16.                                       | «Love Me to Heaven» (acústica) | N. Jonas, Tranter, Alqaisi, Blackinton, Boe y Murty | Murty       | 3:22     |  |
| 51:38                                     |                                |                                                     |             |          |  |

| Edición Target |                                |                                                                     |                                                          |          |  |
| N.º            | Título                         | Escritor(es)                                                        | Productores                                              | Duración |  |
| 10.            | «Slow Motion» (con Marshmello) | Comstock, Gale, C. McDonough, R. McDonough, Eriksen, Torrey y Davis | Marshmello, Digital Farm Animals, C. McDonough y Earwulf | 2:31     |  |
| 11.            | «Star»                         | N. Jonas, J. Jonas y K. Jonas                                       |                                                          | 3:44     |  |
| 36:50          |                                |                                                                     |                                                          |          |  |

| Deluxe Album - Versión Digital Exclusiva de la Tienda Oficial |                                        |                                                                                          |                                       |          |  |
| N.º                                                           | Título                                 | Escritor(es)                                                                             | Productores                           | Duración |  |
| 15.                                                           | «Beautiful Soul» (con Jesse McCartney) | Andy Dodd y Adam Watts                                                                   | Andy Dodd y Adam Watts                | 3:55     |  |
| 16.                                                           | «No Time To Talk»                      | N. Jonas, Julian Bunetta, Gabe Simon, Steph Jones, Barry Gibb, Robin Gibb y Maurice Gibb | Bunetta                               | 2:29     |  |
| 17.                                                           | «I Can't Lose»                         | N. Jonas, John Sudduth, Paris Carney y Ryan Daly                                         | Murty                                 | 4:02     |  |
| 18.                                                           | «Loved You Better» (con Dean Lewis)    | Lewis, Hayley Warner y Nolan Sipe                                                        | Lewis, Sipe, Colin Foote y Alex Borel | 3:18     |  |
| 19.                                                           | «Love Me to Heaven»                    | N. Jonas, Justin Tranter, Ferras Alqaisi, Ryland Blackinton, Sara Boe y Joshua Murty     | Murty                                 | 6:02     |  |
| 65:00                                                         |                                        |                                                                                          |                                       |          |  |

## Personal

### Jonas Brothers
- Nick Jonas – voz (todas las pistas), coros (3)
- Joe Jonas – voz (todas las pistas), coros (9)
- Kevin Jonas – guitarra (todas las pistas), coros (2, 7)

### Músicos adicionales
- Mikky Ekko – coros (1)
- Ryan Daly – guitarra, bajo, trompa, batería, percusión, teclados (1)
- Michael Deleasa – coros (1)
- Cook Classics – coros, bajo, batería, percusión, teclados, sintetizadores (2, 7); guitarra, sitar (7)
- Jordan Riley – coros, bajo, batería (2, 7); teclados, cuerdas (2); metales (7); guitarra (7)
- Paris Carney – coros (2, 7)
- Ken Riley – guitarra eléctrica (2)
- Joshua Murty – coros, guitarra eléctrica, teclados (3, 13); guitarra acústica de 12 cuerdas, bajo, sintetizador, bajo sintetizado (3); guitarra acústica (13)
- Aaron Sterling – batería, percusión (3)
- Julian Bunetta – guitarra, batería, percusión, teclados, bajo sintetizado (4)
- Gabe Simon – guitarra, bajo, teclados, arreglos de cuerdas (4)
- Ben Kaufmann – violín, viola (4)
- Gracey – coros (5)
- Benjamin Ingrosso – coros (5)
- Mark Schick – coros, guitarra eléctrica, batería, teclados (5, 13); Guitarra acústica, bajo (5)
- Lionel Crasta – bajo, teclado (5)
- Dean Lewis – voz, guitarra acústica (6)
- Nolan Sipe – piano, sintetizador (6)
- Colin Foote – batería programación (6)
- Alex Borel – piano, sintetizador, batería, programación (6)
- Switchfoot
  - Jon Foreman – voz, guitarra, teclado (7)
  - Tim Foreman – coros, bajo, teclado (7)
  - Chad Butler – coros, batería (7)
- Alexander 23 – coros (8, 9); guitarra acústica, guitarra eléctrica, bajo, sintetizador (8); Guitarra acústica de 12 cuerdas (9)
- Hazey Eyes – guitarra acústica, guitarra eléctrica, sintetizador, piano (8)
- Yasmeen Al-Mazeedi – cuerdas (8)
- Tommy English – bajo (9, 10); coros, guitarra slide, batería (9); guitarra eléctrica (10)
- Josette Maskin – coros, guitarra eléctrica (9, 10)
- Jeremy Hatcher – guitarra acústica, guitarra eléctrica, bajo, batería, sintetizador (10)
- The Monsters & Strangerz
  - Jordan K. Johnson – batería, teclado (11, 12); guitarra, bajo, percusión (11)
  - Stefan Johnson – batería, teclado (11, 12); Guitarra, bajo, percusión (11)
- Ryan Tedder – guitarra, bajo, batería, percusión, teclado (11)
- Mike Elizondo – bajo (12)
- David Angell – violín (12)
- David Davidson – violín (12)
- Paul Nelson – cello (12)
- Elizabeth Lamb – viola (12)
- Brandon Michael Collins – arreglos de cuerdas (12)
- Blush – coros (13)
- Pablo Bowman – coros (13)
- Marshmello – guitarra, bajo, batería, percusión, teclado, trompa, cuerdas (14)
- Digital Farm Animals – guitarra, bajo, batería, percusión, teclado, trompa, cuerdas (14)
- Connor McDonough – guitarra, bajo, batería, percusión, teclado, trompa, cuerdas (14)

### Técnico
- Spike Stent – Mezcla de audio (música grabada) (1, 7, 9, 10)
- Dale Becker – Masterización (audio) (1)
- Katie Harvey – Masterización secundaria (1)
- Nate Mingo – Ingeniería de audio adicional (1)
- Michael Deleasa – Ingeniería secundaria (1), Ingeniería vocal (3, 6)
- Darren Parkinson – Ingeniería secundaria, Edición vocal (1)
- Serban Ghenea – Mezcla (2–6, 11, 12)
- Randy Merrill – Masterización (2, 5–10)
- Desiree da Silva – Grabación (2, 6, 9), Ingeniería adicional (4) Ingeniería secundaria (6, 9)
- Cook Classics – programación (2, 7), ingeniería (7)
- Jordan Riley – programación (2, 7), ingeniería (7)
- Anthony Yordanov – edición vocal (2, 4, 6, 9)
- Joshua Murty – ingeniería, programación (3, 13); edición digital (3); producción vocal (13)
- Aaron Sterling – ingeniería (3)
- Bryce Bordone – co-mezcla (3)
- Ferras – arreglos vocales (3)
- Jesse String – ingeniería vocal (3)
- Julian Bunetta – ingeniería, programación (4)
- Gabe Simon – ingeniería (4)
- Jeff Gunnell – ingeniería (4)
- Nathan Dantzler – masterización (4)
- Harrison Tate – masterización secundaria (4)
- Mark Schick – ingeniería, programación (5, 13); Producción vocal (5)
- Lionel Crasta – Ingeniería, programación, producción vocal (5)
- Erik Belz – Grabación, segundo ingeniero (5)
- Nolan Sipe – Ingeniería (6)
- Colin Foote – Ingeniería (6)
- Alex Borel – Ingeniería (6)
- Tanner Sparks – Ingeniería (7)
- Jeremy Cimino – Ingeniería vocal (7), grabación (11, 12); ingeniería (13)
- Alexander 23 – Ingeniería (8)
- Jon Castelli – Mezcla (8)
- Tommy English – Ingeniería (9, 10)
- Jeremy Hatcher – Ingeniería (9, 10)
- The Monsters & Strangerz
  - Jordan K. Johnson – Programación (11, 12)
  - Stefan Johnson – Programación (11, 12)
- Ryan Tedder – Programación (11, 12)
- Mike Elizondo – Programación (12)
- Doug Sarrett – grabación (12)
- Jackson Rau – ingeniería (13)
- Earwulf – concepto de audio (14)
- Manny Marroquín – mezclando (14)
- Zach Pereyra – masterización (14)
- Pieza Eatah – grabación (14)

## Charts
| Chart (2025)                       | Peak position |
| ---------------------------------- | ------------- |
| Bélgica (Ultratop Flandes)         | 56            |
| Bélgica (Ultratop Valonia)         | 195           |
| Canadá (Billboard Canadian Albums) | 55            |
| Países Bajos (Album Top 100)       | 63            |
| Escocia (Scottish Albums Chart)    | 63            |
| Reino Unido UK Albums Sales (OCC)  | 26            |
| Estados Unidos (Billboard 200)     | 6             |

## Historial de lanzamiento
| Región         | Fecha               | Formato(s)                          | Edicione(s)                               | Discográfica | Ref.   |
| -------------- | ------------------- | ----------------------------------- | ----------------------------------------- | ------------ | ------ |
| Varios         | 8 de agosto de 2025 | CD, descarga digital, streaming, LP | Estandard                                 | Republic     | [ 39 ] |
| Varios         | 8 de agosto de 2025 | CD                                  | Cartas firmadas para países seleccionados | Republic     | [ 39 ] |
| Estados Unidos | 8 de agosto de 2025 | LP, CD                              | Exclusivo de Target                       | Republic     | [ 40 ] |
| Estados Unidos | 8 de agosto de 2025 | CD                                  | Cartas firmadas para cada estado          | Republic     | [ 41 ] |